# Conostegia lancifolia
Conostegia lancifolia là một loài thực vật có hoa trong họ Mua. Loài này được (Markgr.) C.E. Schnell mô tả khoa học đầu tiên năm 1996.